# Катона, Керри
Ке́рри Джейн Эли́забет Като́на (англ. Kerry Jayne Elizabeth Katona; род. 6 сентября 1980, Уоррингтон, Чешир, Англия, Великобритания) — английская певица, актриса, телеведущая и писательница. Экс-солистка музыкальной поп-группы «Atomic Kitten» (1998—2001), которую покинула по причине беременности и была заменена Дженни Фрост.

## Ранняя жизнь
Катона родилась в городе Уоррингтон, Чешир. Ее дедушка по материнской линии, венгр, бежал из Будапешта в Великобританию во время Второй мировой войны. В детстве ее поместили под опеку, и воспитывали четыре пары приёмных родителей, также она посещала восемь различных школ. Катона оставила школу в шестнадцать лет, чтобы стать танцовщицей, а затем присоединилась к танцевальной труппе, которая гастролировала по Европе.

## Карьера

### Atomic Kitten
В 1999 году 18-летняя Катона получила славу как член группы Atomic Kitten, это женское поп-трио, было создано Энди Маккласки, фронтменом группы Orchestral Manoeuvres in the Dark. Другими членами были Наташа Хэмилтон и Лиз Макклэрнон. Их дебютный сингл Right Now был выпущен в конце ноября 1999 года и достиг 10-й позиции в UK Singles Chart. Их второй сингл, See Ya, был представлен в марте 2000 года и достиг еще большего успеха, поднявшись до 6 места.
После этого начального успеха Atomic Kitten осуществили азиатский тур и получили свой первый номер 1 в чарте с песней Cradle. Альбом, Right Now, был впервые выпущен в Японии 16 марта 2000 года, а затем был выпущен в Великобритании, 23 октября 2000 после выхода еще двух синглов I Want Your Love и Follow Me, с немного другим, измененным списком треков. В 2000 году группа также записала кавер-версию песни The Locomotion для фильма «Томас и волшебная железная дорога».
Альбом Right Now оказался неудачным, после своего выпуска, достигнув лишь 39-й позиции в чартах альбомов Великобритании. Сначала не было планов сосредоточиться на мировом рынке, а лейбл группы, Innocent Records, даже размышлял об их роспуске через ограниченный успех. Однако звукозаписывающую компанию убедили позволить группе выпустить еще один сингл с альбома. Этот сингл, Whole Again, стал их первым хитом, и занял первое место в Великобритании оставаясь на вершине в течение 4 недель. Благодаря этому успеху этот сингл был выпущен на мировой уровень, и он достиг № 1 в 18 других странах, включая 6 недель в Германии и Новой Зеландии. Керри Катона сначала приняла участие в записи сингла, и в съемках видео к песне, однако она покинула группу за несколько дней до выхода сингла, поскольку была беременна. Певица Дженни Фрост заменила Керри Катону в составе группы, а сингл был повторно записан.

### Карьера на телевидении
После бракосочетания с Брайаном Макфадденом она взяла его фамилию, и начала заниматься телевизионными проектами, появляясь в различных развлекательных программах, таких как Sexiest, Loose Women и elimiDATE. Она появилась на Lily Savage’s Blankety Blank Lily Savage в 2001 году. В феврале 2004 года она стала победителем третьего сезона I’m a Celebrity … Get Me Out of Here!. В том же июле Катона и Макфадден стали судьями на шоу талантов You a Star от RTÉ, которое было использовано для выбора представителя конкурса Евровидение от Республики Ирландия. После развода с Макфадденом в сентябре 2004 года она вернула себе свою девичью фамилию.
В июле 2005 года Катона приняла участие в шоу My Fair Kerry на ITV, где ее учили этикету и грации, чтобы превратиться в леди. Она также снялась в ирландской драме под названием Showbands.
Между 2007 и 2009 годами, Катона была героиней трех реалити-шоу на MTV: «Сумасшедшая в любви», «Керри Катона: Опять», и «Керри Катона: В чем проблема?». В конце 2009 года она попыталась стать участником шоу Celebrity Big Brother 2010, однако ей было отказано руководством шоу после того, как она провалила необходимые психологические тесты. Последнее реалити-шоу о Керри Катона, «Керри Исповедь», вышло в эфир 24 июня 2010 года.
Катона была участницей британских «Танцев на льду 6» в паре с английским фигуристом Дэниелом Вистоном. Они вылетели на 5-й неделе шоу, проиграв Джеффу Бразиеру и Изабелле Гаутфер в борьбе за право остаться в шоу.
Она была первой участницей, которая вошла в Дом Большого Брата в сезоне 2011 года шоу Celebrity Big Brother, вместе с Эми Чайлд, Тарой Рид и другими. 8 сентября 2011 она проиграла в финале и заняла второе место, уступив Падди Доэрти.
В марте 2012 года Наташа Хэмилтон подтвердила, что группа Atomic Kitten воссоединилась для летнего тура, включая выступление на концерте Diamond Jubilee. Хэмилтон также заявила, что группа ведет переговоры, чтобы создать свое собственное реалити-шоу о возвращении, следуя успеху воссоединения и реалити-шоу группы Steps 2011 года. Хэмилтон упомянула, что надеется, что Керри Катона, которая покинула трио в 2001 году, прежде чем они получили успех, присоединится к ним на сцене для выступления. Воссоединения было позже отклонено всеми тремя участниками из-за борьбы между Катона и Фрост.
В июне 2012 года Катона выступала на гей-прайде в Бирмингеме, спев некоторые ее хиты из Atomic Kitten, в том числе Whole Again и Right Now. Это было впервые за 11 лет, когда Катона их выполняла.
Однако, 18 октября 2012 года было объявлено, что оригинальный состав Atomic Kitten воссоединится для шоу от ITV2 вместе с другими группами своей эпохи, включая B*Witched, 5ive, Liberty X и 911. Наташа Хэмилтон написала фанату, что причиной того, что Фрост не будет участвовать, было то, что она ожидала рождения близнецов, но могла бы присоединиться к группе, если бы была готова.
11 мая 2016 Катона присоединилась к шоу «Свободные женщины», которое оставила в 2004 году. В ноябре 2018 Катона подтвердила свое участие в шестом сезоне Celebs Go Dating, вышедшем в эфир в 2019 году на E4.

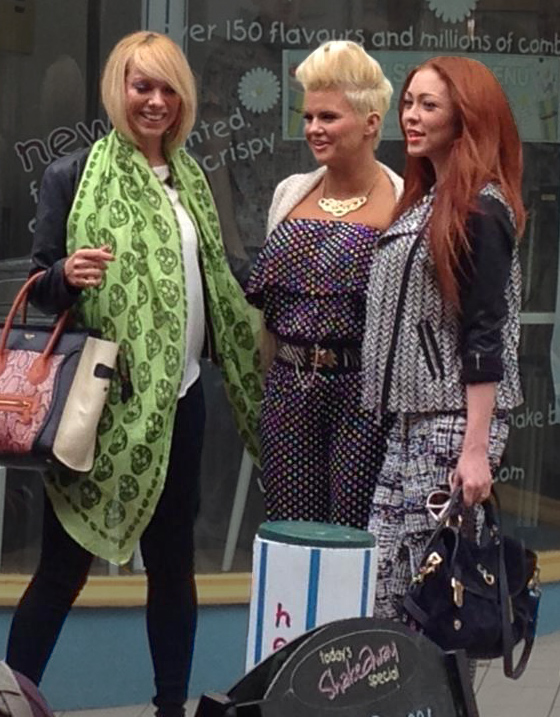
Керри Катона (в центре) в 2013 году

### Писательская карьера
Катона выпустила автобиографию «Керри Катона: Слишком много, слишком молодая»; книгу самопомощи «Выживай из худшего и стремись к лучшему: как вернуть свою жизнь в нужное русло»; и три романа: «Жесткая любовь», «Жена футболиста» и «Гламурная девушка». Все ее книги были написаны литературными неграми. До 2008 года она писала обычную колонку для журнала OK!.

### Модельная карьера
Катана также хорошо известна как модель для фотографий. Впервые она позировала для Page 3 в возрасте 17 лет. Катона также позировала для мужского издания Zoo. Она также была моделью для множества других популярных публикаций, появляются в таких журналах как New!, Now Magazine и Star.

### Другие проекты
Ранее ее представлял агент Макс Клиффорд, с которым она разошлась по взаимному согласию в октябре 2008 года. Катона заключила соглашения с супермаркетами Iceland и Asda. 17 августа 2009 Iceland разорвала с Катоной контракт на сумму 290 000 фунтов стерлингов. Компания заявила, что «невозможно» продолжать показывать Катона в своих рекламных кампаниях, после того как ее фотографии появились в таблоиде News of the World, и якобы показывают как она принимает кокаин в ванной комнате своего дома.
В январе 2013 года Катона подписала соглашение с CashLady, по содействию краткосрочным кредитам. Соглашение было расторгнуто в июле 2013 года.
Катона является патроном The Shannon Bradshaw Trust, занимающейся благотворительностью в Уоррингтоне, и помогает детям с опасными для жизни условиями и их семьям.
В марте 2016 года Катона запустила онлайн-бинго сайт Bingo With Kerry. В мае 2016 сайт получил награду «Новый сайт года» на WhichBingo Awards и «Лучший сайт казино» в Новой премии казино в 2017 году.

## Личная жизнь
Катона имеет пятеро детей от трех браков. Она имеет двух детей с бывшей звездой Westlife Брайаном Макфадденом. 5 января 2002 пара поженилась в Церкви Непорочного Зачатия в Ратфеи, графство Мит, Ирландия. Супруги провели медовый месяц на Маврикии. МакФадден подал на развод с Катона в сентябре 2004 года. Развод продолжалось в течение двух лет, пока не было завершён в декабре 2006 года.
14 февраля 2007 года Катона вышла замуж за водителя такси Марка Крофта на частной церемонии в Гретна Грин. Через шесть дней, 20 февраля 2007 года, у пары родилась дочь. Она родила ребенка в 2008 году. Они объявили о разрыве в 2009 году, но примирились, но потом расстались в 2011 году.
15 июля 2007 года Катона, Крофт и их дочь Хайди стали заложниками в своем доме Вилмслоу, Чешир. Они сообщили, что трое мужчин ворвались в их дом, один из них угрожал Катоне ножом, а другие заставляли Крофта показать им, где хранятся ценные вещи. Никто физически не пострадал, но мужчины скрылись на синем BMW и другими ценностями с расчетной стоимостью от 100 000 до 150 000 фунтов стерлингов. 19 июля 2007 полиция обнаружила неповреждённый автомобиль за 10 миль (16 км) к Рейвс Роуд в Манчестере. В этот же день Катона поступила в больницу, страдая биполярным расстройством. Ее агент Макс Клиффорд утверждал, что она уже некоторое время страдала от этого расстройства, но травма усилила ее симптомы.

## Проблемы с законом
21 августа 2008 Катона была объявлена банкротом в Высоком суде Лондона после того, как она не выплатила окончательные £ 82,000 с налогового счета в размере 417 000 фунтов стерлингов. После потери исландского контракта, ее колонки в журнале и ее шоу на 'MTV, Катона претерпела дальнейшие финансовые неудачи. В декабре 2009 года она получила распоряжение о возвращении имущества в своем доме за 1,5 млн фунтов, за не уплату ипотеки в течение нескольких месяцев.
2 июля 2013 года Катона подала заявление на банкротство в окружном суде в городе Уиган.